# Rubínová čokoláda
Rubínová čokoláda (též Ruby čokoláda, anglicky Ruby chocolate) je druh čokolády s tmavě až světle růžovou barvou představený v roce 2017 belgicko-švýcarskou společností Barry Callebaut. Čokoláda byla ve vývoji již od roku 2004, přičemž v roce 2015 byla pantentována pod číslem US 9107430, 2015 a 5. září 2017 byla představena na veletrhu v Šanghaji. Uvádí se jako čtvrtý druh čokolády vedle hořké, mléčné a bílé.
Čokoláda se vyznačuje svou mírně sladkokyselou chutí, která je srovnatelná s chutí bobulovin, jelikož hlavní charakteristikou čokolády je její kyselost. Při srovnání obsahu fenolů mezi různými druhy čokolády byla rubínová čokoláda zařazena mezi mléčnou a bílou čokoládou.

## Složení
Rubínová čokoláda se vyrábí z rubínových kakaových bobů. Zatímco přesná výrobní metoda je obchodním tajemstvím, publikuje se, že se rubínová čokoláda vyrábí z nefermentovaných brazilských kakaových bobů Lavados, bobů z Pobřeží slonoviny nebo Ekvádoru, které mají přirozeně červeno-růžovou barvu. V roce 2009 si Barry Callebaut zaregistroval patent na „materiál získaný z kakaa“ z nefermentovaných bobů, který po aplikování kyseliny, například kyseliny citronové, a odtučnění pomocí petroletheru nebo oxidu uhličitého změní svou barvu na růžovou – základ pro výrobu rubínové čokolády. Kromě toho se během výroby do čokolády přidává cukr pro sladkost a mléko pro zjemnění.

## Vyhlášky

### USA

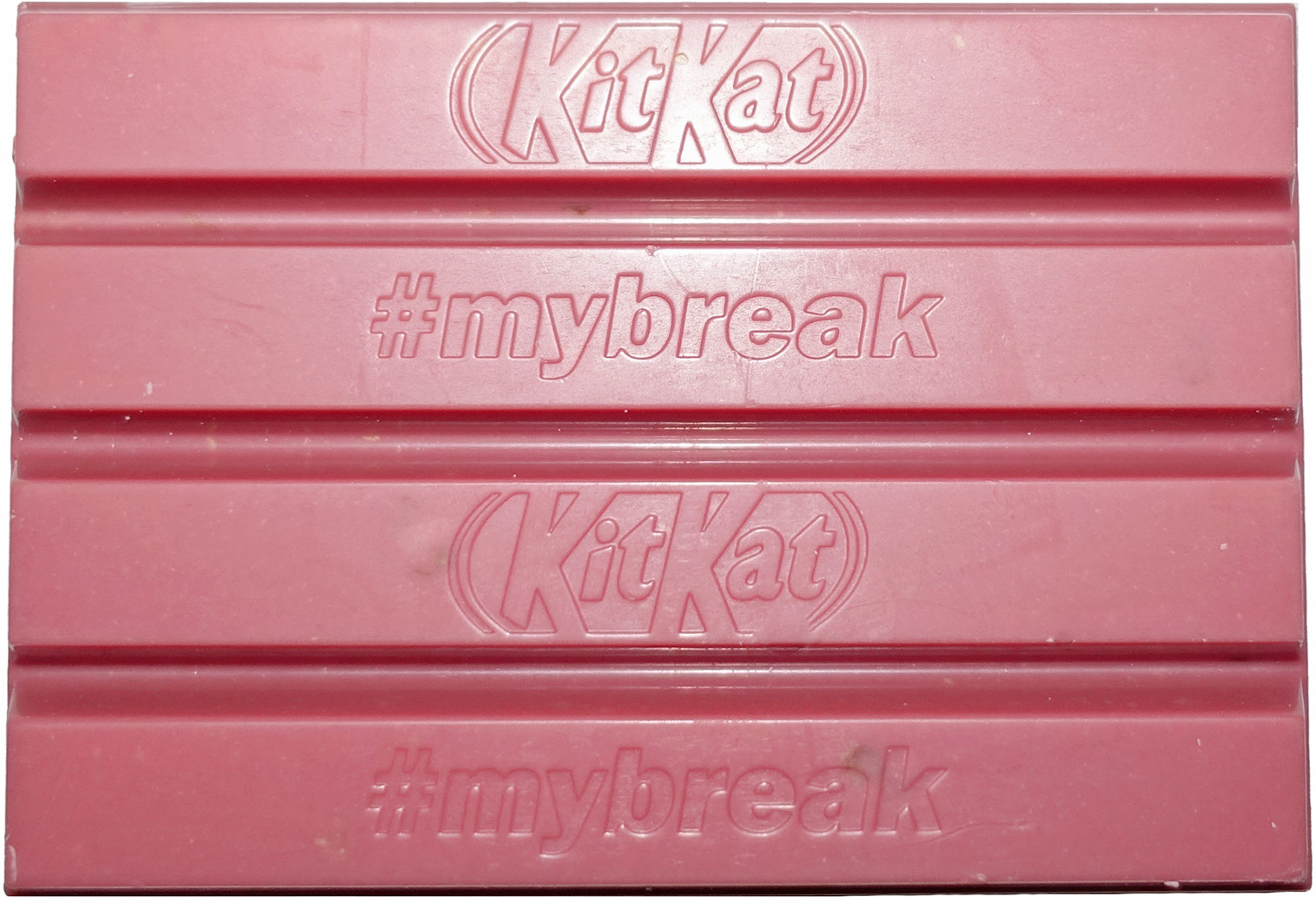
Rubínová tyčinka KitKat

Podle standardů stanovených agenturou FDA musí ve Spojených státech obsahovat rubínová čokoláda minimálně 1,5 % netučné kakaové sušiny a minimálně 20 % kakaového másla. Může obsahovat antioxidanty, koření a další přírodní a umělé příchutě. Tyto přísady však nemohou napodobovat chuť čokolády, mléka, másla nebo ovoce a nemohou obsahovat další barviva.

## Přístupnost
Čokoláda se od svého představení na veletrhu v Šanghaji poprvé objevila veřejně, na trzích, v Japonsku. V polovině roku 2018 se také začala prodávat v Evropě, a po roce 2019 také v USA.

### Výrobky

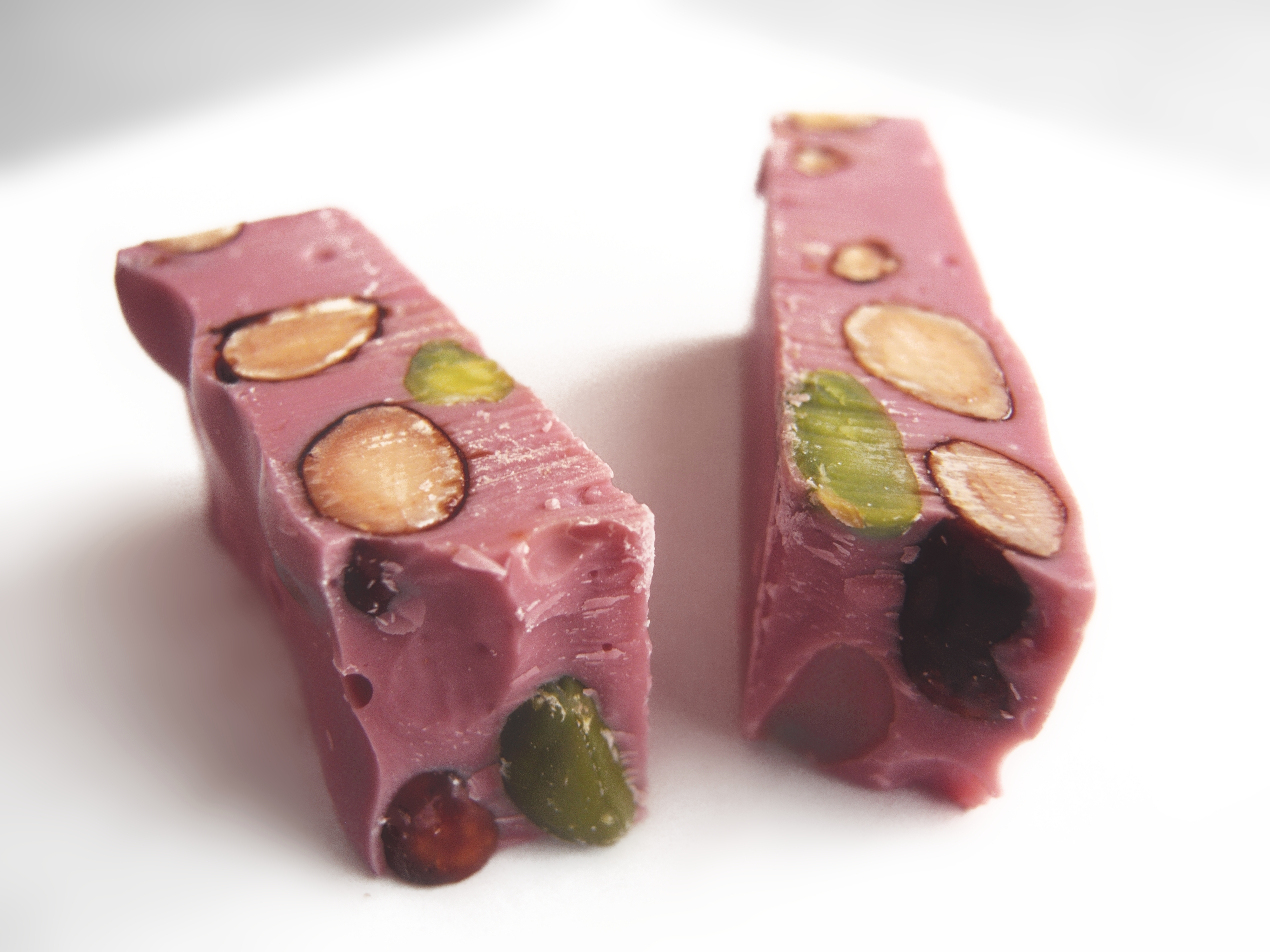
Dva kousky rubínové čokolády s karamelizovanými mandlemi a pistáciemi.

#### Kit Kat
První masové uvedení rubínové čokolády na trh bylo 19. ledna 2018, kdy byla představená tyčinka Kit Kat s polevou z rubínové čokolády v Japonsku a Jižní Koreji. V dubnu téhož roku byla uvedena Kit Kat tyčinka také ve Spojeném království a Německu. V roce 2019 na Den matek byla tato tyčinka uvedena také v Kanadě.

#### Další
Společnosti Insomnia Coffee Company, v březnu 2019, a Costa Coffee, v lednu 2020, vydaly horkou čokoládu „Ruby Hot Chocolate“ vyrobenou z rubínového kakaa. Od roku 2020 prodává také společnost Starbucks „Ruby Flamingo Frappuccino“, které obsahuje rubínovou čokoládu.
Zmrzlinářské společnosti Häagen-Dazs a Magnum vydaly v lednu edice zmrzlin s rubínovou čokoládou.
Kromě toho se prodávají také různé čokoládové tyčinky, pralinky, tabulky čokolády a další.